# Gilberto Gil
Pour les articles homonymes, voir Gil et Moreira.
Gilberto Passos Gil Moreira, connu sous le nom de Gilberto Gil, né le 26 juin 1942 à Salvador de Bahia (Brésil), est un guitariste, chanteur et compositeur brésilien. Il fut ministre de la culture du gouvernement Lula da Silva du 2 janvier 2003 au 30 juillet 2008.
Diplômé en gestion, il obtient son premier emploi dans l'entreprise Gessy Lever (actuelle Unilever) à São Paulo. Mais c'est la musique qui le rend célèbre dans les années 1960, au sein du mouvement tropicaliste.

## Carrière
Gilberto Gil commence sa carrière comme musicien de bossa nova, mais se met rapidement à composer des chansons centrées sur l'engagement politique et social, avec son camarade Caetano Veloso. Dans les années 1970, Gil enrichit sa musique de nouveaux éléments, inspirés de la musique africaine et nord-américaine. Continuant sa carrière, il écrit également pour d'autres artistes à l'instar de João Gilberto avec Eu Vim Da Bahia.
En 1969, après la promulgation de l'AI-5 par le régime militaire brésilien instauré en 1964, Gil et Veloso, dont l'importance au Brésil était d'une certaine forme comparable à celle de John Lennon et Paul McCartney dans le monde anglophone, sont taxés de subversion et emprisonnés. C'est en prison que Gilberto Gil commence à s’intéresser aux religions orientales et devient végétarien,. Une fois relâchés, Gil et Veloso s'exilent tous deux à Londres. Gilberto Gil joue alors avec les groupes Yes, Pink Floyd et Incredible String Band, tout en continuant sa carrière solo.
Dans les années 1970, il fait une tournée aux États-Unis et enregistre un album en anglais. En 1977, il participe au FESTAC 77, un festival des cultures et arts noirs et africains qui se tient à Lagos, au Nigeria, et réunit près de 60 nationalités. Il travaille aussi avec Jimmy Cliff et sort en 1980 une version portugaise de No Woman, No Cry (en portugais, Não chores mais) le succès de Bob Marley & The Wailers, qui introduisit le reggae au Brésil, et y connut également le succès. L’un de ses plus grands succès est le titre Toda menina baiana de 1979.
Il continue à enregistrer des disques et à donner des concerts, mais s'implique également dans diverses causes sociales. À la fin des années 1980, il se lance en politique et devient conseiller municipal à Salvador, sa ville natale. Son album de 1993, Tropicália 2, avec Caetano Veloso comporte une chanson de Jimi Hendrix, Wait Until Tomorrow, et est considéré comme l'un de ses meilleurs depuis la fin des années 1960.
Le 16 octobre 2001, Gilberto Gil est nommé ambassadeur de bonne volonté de l’Organisation des Nations unies pour l'alimentation et l'agriculture (FAO).
Quand le président Lula da Silva est élu en janvier 2003, il choisit Gilberto Gil pour être son ministre de la Culture. Ainsi, Gilberto Gil devient le deuxième Noir (descendant d'esclaves) à rentrer dans un gouvernement brésilien après le footballeur Pelé en 1995. En tant que ministre de la Culture, il intègre les licences Creative Commons sur le site de son ministère ; cette disposition sera révoquée par sa successeure Ana de Hollanda en 2011. 

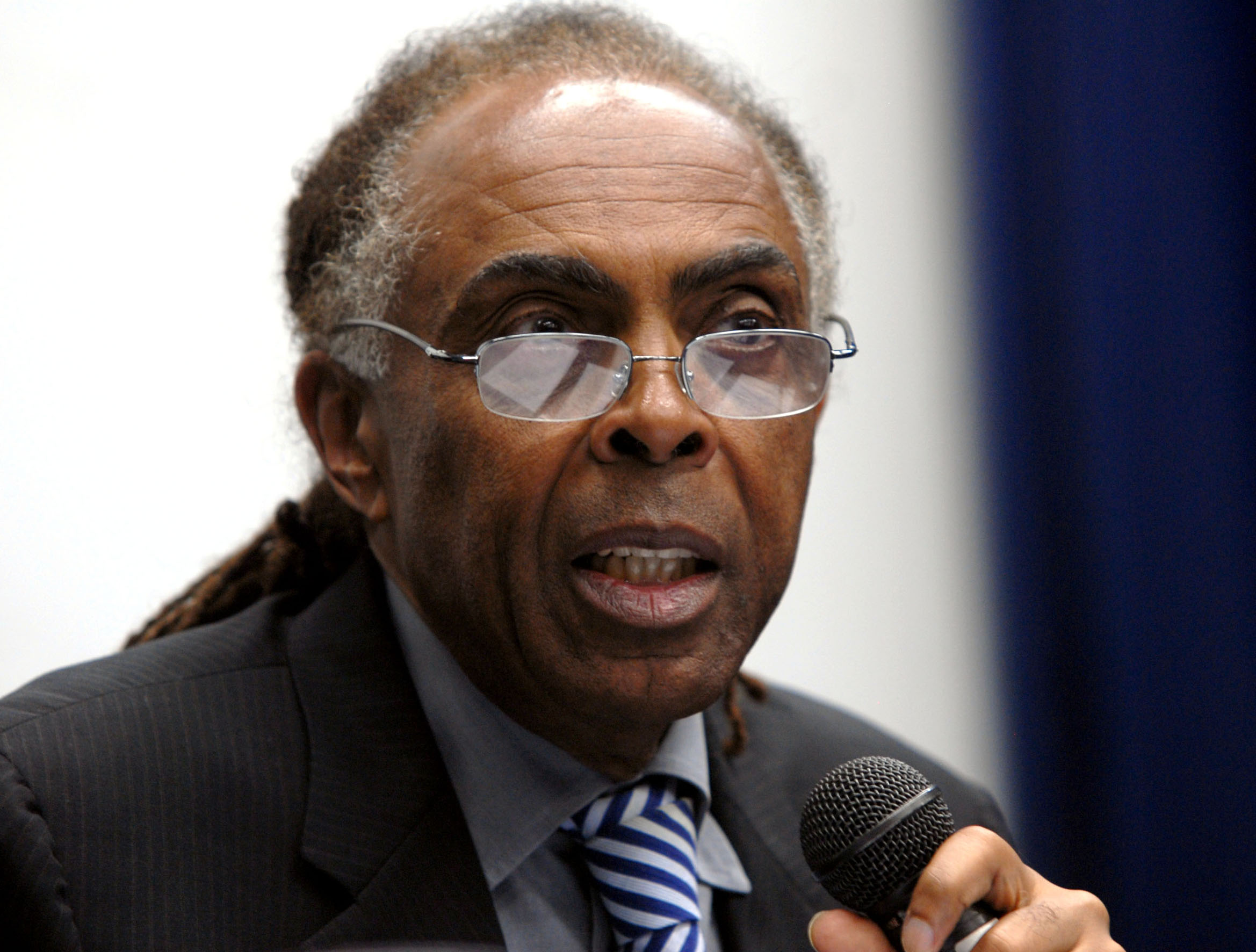
Gilberto Gil, ministre de la Culture du Brésil, en 2007.

Il est grand officier de la Légion d'honneur (France).
Il a participé à la compilation The Wired CD (en), diffusée par le magazine américain Wired en 2004 sous licence Creative Commons.
En 2005, il est récompensé du prix Polar Music.
Le 30 juillet 2008, Gilberto Gil démissionne de son poste de ministre de la Culture pour retourner à sa carrière de musicien. Son successeur est Juca Ferreira, qui lui-même en janvier 2011 sera remplacé par une musicienne et chanteuse, Ana de Hollanda.
En décembre 2018, le ministère de la Culture espagnol lui décerne la médaille d'or du mérite des beaux-arts.
En décembre 2022, son opéra Amor Azul est créé à Paris.

## Politique
- 1989 à 1992 : Conseiller municipal à Salvador
- 2003 à 2008 : Ministre de la Culture, représentant le Parti vert brésilien.

## Discographie
| - 1967 : Louvação - 1968 : Gilberto Gil - 1969 : Gilberto Gil - 1971 : Gilberto Gil (Nega) - 1972 : Barra 69 - Caetano e Gil Ao Vivo na Bahia - 1972 : Expresso 2222 - 1974 : Temporada De Verao - (avec Caetano Veloso, Gal Costa) - 1974 : Gilberto Gil - 1975 : Refazenda - 1975 : Gil & Jorge - Ogum - Xangô - 1976 : Doces Barbaros - (avec Maria Bethania, Gal Costa, Caetano Veloso) - 1977 : Refestança - 1977 : Refavela - 1978 : Gilberto Gil Ao Vivo Em Montreux - 1979 : Nightingale (album) - 1979 : Realce - 1981 : Brasil (album) - 1981 : Luar (A Gente Precisa Ver o Luar) - 1982 : Um Banda Um - 1983 : Extra - 1984 : Quilombo (bande originale) - 1984 : Raça Humana - 1985 : Dia Dorim Noite Neon - 1987 : Gilberto Gil Em Concerto - 1987 : Trem Para As Estrelas (bande originale) | - 1988 : Ao Vivo Em Tóquio (live in Tokyo) - 1989 : O Eterno Deus Mu Dança - 1992 : Parabolicamará - 1994 : Acoustic - 1995 : Esoterico: Live in USA 1994 - 1995 : Oriente: Live in Tokyo - 1996 : Em Concerto - 1996 : Luar - 1997 : Indigo Blue (album) - 1997 : Quanta (album) - 1998 : Ao Vivo Em Tóquio (live in Tokyo) - 1998 : O Sol de Oslo - 1998 : O Viramundo (en direct) - 1998 : Quanta Gente Veio Ve - 2001 : Milton e Gil - 2001 : São João Vivo - 2002 : Kaya N'Gan Daya - 2002 : Z: 300 Anos de Zumbi - 2004 : Eletrácustico - 2005 : Gilberto Gil (en direct) - 2005 : As Canções de Eu, Tu, Eles - 2005 : Soul of Brazil - 2006 : Gil Luminoso - 2006 : Rhythms of Bahia - 2010 : Fé na Festa - 2014 : Gilbertos Samba |

## Filmographie
- 2010 : 2012: Time For Change, film documentaire de João Amorim : lui-même
- 2013 : Viramundo : Un voyage musical avec Gilberto Gil, film documentaire de Pierre-Yves Borgeaud : lui-même